# Бал, Йессе
Йессе Бал (нидерл. Jesse Bal; родился 1 октября 2006) — нидерландский футболист, нападающий клуба «Спарта» (Роттердам).

## Клубная карьера
Воспитанник футбольной академии роттердамского клуба «Спарта». В мае 2022 года подписал с клубом трёхлетний контракт.
1 октября 2023 года дебютировал в основном составе «Спарты» в матче Эредивизи против «Эксельсиора».

## Карьера в сборной
Выступал за сборные Нидерландов до 16 и до 17 лет.